# 施望欠
施望欠是唐代六詔之一的施浪詔王，住在矣苴和城。他後來與咩羅皮合攻南詔，不勝，更被南詔進兵威脅，施望欠與族人逃到永昌（今雲南保山），把女兒獻上南詔王乞和。
| 前任： ？ | 六詔施浪詔王 | 繼任： 施望千 |